# 東村新一
東村 新一（ひがしむら しんいち、1952年〈昭和27年〉12月4日 - ）は、日本の政治家。元福井県福井市長（4期）。

## 来歴
福井県福井市生まれ。福井市湊小学校、福井市光陽中学校、福井県立高志高等学校、日本大学法学部法律学科卒業。1975年（昭和50年）、福井県庁に就職した。
2006年（平成18年）、福井県庁を退職し、坂川優福井市長の下で副市長に就任。
2007年（平成19年）10月30日、坂川優市長が健康上の理由により辞職（2008年2月2日死去）。それに伴って同年12月3日に執行された福井市長選挙に、自由民主党、民主党、公明党、社会民主党、国民新党の推薦を受けて無所属で立候補。元福井県議会議員高木文堂と元日本共産党福井市議会議員西村高治（共産推薦）の両名を下し初当選を果たした。投票率は45.30％。
2011年（平成23年）12月18日執行の福井市長選に民主、自民、公明、社民の推薦を受け立候補。元日本共産党福井市議会議員西村高治（共産推薦）を下し再選。投票率は23.64％。
2015年（平成27年）12月14日執行の福井市長選に自民、公明、維新の党、社民の推薦を受け立候補。元民主党衆議院議員笹木竜三を下し3選。投票率は38.83％。
2019年（令和元年）7月1日、市議会本会議で4選出馬を表明。表明後、一真会、市民クラブ、政友会、公明党の4会派の会長と堀川秀樹議長、池上優徳副議長の6人は市長応接室で東村と面会し、「令和時代の福井市の運営は委ねられない」とする申し入れ書を提出。市長選は「市長対市議会」の構図が浮き彫りになった。東村のほかに元警察官僚の黒川浩一、元市議で日本共産党公認の西村公子が立候補し、選挙戦となった。同年12月15日の開票の結果、両候補を破り4選。
2023年（令和5年）12月10日執行の市長選挙に出馬しないことが同年6月30日に福井テレビが関係者の取材を通じてわかった。同年7月3日の福井市議会で正式に表明した。
2024年（令和6年）11月の秋の叙勲において、旭日小綬章を受章した。

## 市政
- 市営住宅の入居に際して、外国人については日本語での会話能力があることを条件として明文化していた問題が発覚した際、東村は2010年12月28日の定例会見で、「日本語での会話能力が備わっていないことが問題」としてこれを正当化し、撤回に難色を示した[15]。
- 2020年（令和2年）8月31日、新型コロナウイルス対策の財源に充てるため、自身の12月期末手当を30％減額する条例案を市議会定例会に提出した。副市長、企業管理者、教育長については15％減額する。9月24日、同条例案は可決された[16][17]。

## 人物
- 趣味は映画鑑賞、バレーボール、スズムシの飼育[18]。
- 2018年12月3日、翌年執行の福井県知事選挙に関し、5選を目指す現職の西川一誠ではなく、前副知事の杉本達治を支持することを表明した[19]。